# 清州廣播
清州廣播（英语：Cheongju Broadcasting，簡稱CJB）是韩国忠清北道清州市的一家地区性民间广播电视公司。在1997年2月27日成立，1997年10月17日开播電視頻道。属SBS聯播網成員。

## 站点
- 电视
  - 频道 - Ch. 28
  - 开播 - 1997年10月17日

- 调频广播 （Joy FM）
  - 频率 - 101.5,97.9,102.7 MHz
  - 开播 - 2001年9月26日